# SCファエターノ
SCファエターノ（イタリア語: S.C. Faetano）は、サンマリノのファエターノをホームタウンとするサッカークラブである。
1962年に創立。これまでにリーグ戦で3回、カップ戦で3回、スーパーカップで1回優勝している。UEFAヨーロッパリーグでは2010-11シーズンに初出場し、初戦でFCゼスタポニ（グルジア）と対戦。ホームで0-0と引き分ける健闘を演じたがアウェーで0-5で敗れた。

## タイトル
- カンピオナート・サンマリネーゼ：3回
  - 1985–86, 1990–91, 1998–99
- コッパ・ティターノ：3回
  - 1993, 1994, 1998
- トロフェオ・フェデラーレ：1回
  - 1994

## 欧州での成績
| シーズン | 大会                 | ラウンド | 対戦クラブ   | ホーム | アウェー | スコア |
| -------- | -------------------- | -------- | ------------ | ------ | -------- | ------ |
| 2010-11  | UEFAヨーロッパリーグ | 1次予選  | FCゼスタポニ | 0–0    | 0–5      | 0–5    |